# Coloni C3
O C3/C3B/C3C foi o modelo da Coloni nas temporadas de 1989 e 1990 da Fórmula 1. Condutores: Roberto Moreno, Pierre-Henri Raphanel, Enrico Bertaggia e Bertrand Gachot.
http://b.f1-facts.com/ul/a/1963 http://b.f1-facts.com/ul/a/1961 http://b.f1-facts.com/ul/a/1964

## Resultados[1][2][3]
(legenda) 
| Ano  | Chassi | Motor                | Pneus | N° | Pilotos               | 1   | 2   | 3   | 4   | 5   | 6   | 7   | 8   | 9   | 10  | 11  | 12  | 13  | 14  | 15  | 16  | Pontos | Posição  |  |
| ---- | ------ | -------------------- | ----- | -- | --------------------- | --- | --- | --- | --- | --- | --- | --- | --- | --- | --- | --- | --- | --- | --- | --- | --- | ------ | -------- |  |
|      |        |                      |       |    |                       |     |     |     |     |     |     |     |     |     |     |     |     |     |     |     |     |        |          |  |
|      |        |                      |       |    |                       | BRA | SMR | MON | MEX | EUA | CAN | FRA | GBR | GER | HUN | BEL | ITA | POR | ESP | JAP | AUS |        |          |  |
| 1989 | C3     | Ford Cosworth DFR V8 | P     | 31 | Roberto Moreno        |     |     |     |     |     | Ret | NQ  | Ret | NPQ | NPQ | NPQ | NPQ | Ret | NPQ | NPQ | NPQ | 01     | NC (18º) |  |
| 1989 | C3     | Ford Cosworth DFR V8 | P     | 32 | Pierre-Henri Raphanel |     |     |     |     |     | NPQ | NPQ | NPQ | NPQ | NPQ |     |     |     |     |     |     | 01     | NC (18º) |  |
| 1989 | C3     | Ford Cosworth DFR V8 | P     | 32 | Enrico Bertaggia      |     |     |     |     |     |     |     |     |     |     | NPQ | NPQ | NPQ | NPQ | NPQ | NPQ | 01     | NC (18º) |  |
|      |        |                      |       |    |                       |     |     |     |     |     |     |     |     |     |     |     |     |     |     |     |     |        |          |  |
|      |        |                      |       |    |                       | EUA | BRA | SMR | MON | CAN | MEX | FRA | GBR | GER | HUN | BEL | ITA | POR | ESP | JAP | AUS |        |          |  |
| 1990 | C3B    | Subaru 1235 F12      | P     | 31 | Gregor Foitek         | NPQ | NPQ | NPQ | NPQ | NPQ | NPQ | NPQ | NPQ |     |     |     |     |     |     |     |     | -      | NC (20º) |  |
| 1990 | C3C    | Ford Cosworth DFR V8 | P     | 31 | Gregor Foitek         |     |     |     |     |     |     |     |     | NPQ | NPQ | NQ  | NQ  | NQ  | NQ  | NQ  | NQ  | -      | NC (18º) |  |

↑1  Do GP do Brasil até os Estados Unidos, utilizou o chassi FC188. 
1. ↑  «Coloni C3» (em inglês). STATS F1
2. ↑  «Coloni C3B» (em inglês). STATS F1
3. ↑  «Coloni C3C» (em inglês). STATS F1